# 船舶登記
船舶登記（せんぱくとうき）とは船舶に関する私法上の権利関係の公示を目的として商法や船舶法などの規定に従ってなされる登記をいう。船舶に関する行政監督を目的とする船舶登録制度とは制度趣旨が異なる。これらを一元化している国もあるが、日本では船舶登記と船舶登録はそれぞれ個別の制度となっている。船舶登記は私法上の権利関係を公示する目的という点で不動産登記と類似することから不動産登記法の規定の多くが準用されている（船舶登記令第35条）。ただし、登記することができる権利は不動産登記よりも狭く、船舶所有権、船舶賃借権、船舶抵当権のみである（船舶登記令第3条1項）。

## 概要
船舶登記は日本船舶で総トン数が20トン以上の船舶（大型船舶）が対象であり、総トン数20トン未満の船舶（小型船舶）や櫓櫂船（主として櫓櫂により運転する舟を含む）には適用されない（商法第686条2項、船舶法第20条、船舶法第5条1項）。
日本船舶の所有者は船舶登記の手続後、船籍港を管轄する管海官庁の船舶原簿に登録する必要があり（船舶法第5条1項）、この船舶登録の手続後に管海官庁から船舶国籍証書が交付されることになる （船舶法第5条2項）。
なお、船舶登記を要する船舶を登記船（登簿船）、船舶登記を要しない船舶を不登記船（不登簿船）という。

## 船舶所有権の登記
- 船舶所有権保存登記

船舶所有者は特別法の定めるところによって船舶所有権保存登記をなし船舶国籍証書を受けなければならない（商法第686条1項）。
- 船舶所有権移転登記

不動産登記の場合とは異なり、船舶所有権の移転の対抗要件には船舶所有権移転登記のみでは不十分であり船舶国籍証書への記載が必要となる（商法第687条）。

## 船舶賃借権の登記
船舶賃貸借を登記したときは、以後、その船舶について物権を取得した者に対しても効力を生じることになる（商法第703条）。

## 船舶抵当権の登記
登記船舶は抵当権の目的とすることができ （商法第848条1項）、船舶抵当権は船舶の属具に及ぶ（商法第848条2項）。

## 申請代理人
- 海事代理士（海事代理士法第1条）
- 司法書士（司法書士法第3条）
- 弁護士